# 牌楼乡 (安仁县)
牌楼乡，是中华人民共和国湖南省郴州市安仁县下辖的一个乡镇级行政单位。

## 行政区划
牌楼乡下辖以下地区：
颜家村、龙沅村、月池村、莲花村、彭沅村、船头村、神州村、联扩村、山口村、何古村、谢古村、甘塘村、曾塘村、井下村、松林村、柏叶村和新塘村。